# Unionen av Kongolesiska Patrioter
Unionen av Kongolesiska Patrioter, l'Union des Patriotes Congolais (UPC) är en väpnad grupp med bas bland hemafolket i Ituriregionen i nordöstra Kongo-Kinshasa.  Ställde även upp som politiskt parti de allmänna valen i Kongo 2006 och erövrade då tre platser i nationalförsamlingen.
Deltar i iturikonflikten, som i sin tur är en regional fortsättning på Andra Kongokriget.
I augusti 2002, tog UPC kontroll över staden Bunia, med stöd av ugandiska styrkor.
I slutet av 2003 splittrades UPC i två fraktioner: 
- UPC-K, lett av Kisembo Bahemuka
- UPC-L, lett av Thomas Lubanga.